# Walter Kelsch
Walter Kelsch (Stoccarda, 3 settembre 1955) è un ex calciatore tedesco, di ruolo attaccante.

## Carriera
Ha giocato nei campionati tedesco, francese e greco.
In Nazionale ha giocato 4 partite segnando 3 gol.

## Palmarès
- Campionato tedesco: 1

Stoccarda: 1983-1984